# Scaptomyza personata
Scaptomyza personata är en tvåvingeart som beskrevs av Wheeler och Hajimu Takada 1966. Scaptomyza personata ingår i släktet Scaptomyza och familjen daggflugor. Inga underarter finns listade i Catalogue of Life.